# Lei Li
Dans ce nom chinois, le nom de famille, Lei, précède le nom personnel.
Lei Li (Chine, 21 janvier 1968) est une joueuse de softball chinoise. En 1996, elle remporta une médaille d'argent en softball aux Jeux olympiques d'Atlanta avec l'équipe chinoise de softball.